# Agriocnemis merina
Agriocnemis merina är en trollsländeart som beskrevs av Maurits Anne Lieftinck 1965. Agriocnemis merina ingår i släktet Agriocnemis och familjen dammflicksländor. Inga underarter finns listade i Catalogue of Life.